# 546
Cette page concerne l'année 546  du calendrier julien. Pour l'année 546 av. J.-C., voir 546 av. J.-C. Pour le nombre 546, voir 546 (nombre).
L'année 546 est une année commune qui commence un lundi.

## Événements
- Mars : le duc de Numidie Guntharith fait assassiner Areobindus, neveu de Justinien[1]. Il tente de prendre Carthage avec l’appui des Maures d’Antalas. Justinien met Jean Troglita à la tête de l’armée d’Afrique qui réprime l’insurrection en 548[2].
- Mai, guerre des Goths : Plaisance, assiégée par les Goths, capitule[3].
- 17 décembre : Totila, roi des Ostrogoths prend Rome après un siège d'une année[2]. La ville a été désertée par sa population et il ne reste plus que 500 civils dans les murs.
- Asie centrale : révolte des Tölech contre les Avars, étouffée dans l’œuf par la défection de Bumin, chef des T’ou-kiue (Türüks). Bumin réclame en récompense la main d’une princesse qui lui est refusée. Vexé, il se décide à la révolte et envoie une ambassade en Chine[4].
- Épizootie catastrophique dans l'est de l'empire byzantin (546-548)[5].
- Le prêtre Scot Colomba (521-597) fonde le monastère de Derry, en Irlande[6].

## Naissances en 546
- Pas de naissance connue.

## Décès en 546
- Aréobinde, général byzantin.
- Auxane, archevêque d’Arles.
- Cyprien, évêque de Toulon.
- Gall, évêque d'Aoste.
- Gontharic, usurpateur byzantin.
- Injuriosus, évêque de Tours.
- Jean, officier byzantin.